# 願景聲明
願景聲明（英語：Vision statement）是一種商業文件，主要陳述一個組織的當前和未來目標。公司的願景必須與其使命、战略計劃、文化和核心價值觀保持一致。願景聲明不僅用於商業，因為非營利組織和政府机构也使用它們來設定战略目標。願景聲明可以為公司填補以下職能：
- 作為更廣泛的战略计划基礎。
- 通過公司明確的目標分類和吸引志同道合的人來激勵現有員工並吸引潛在員工。
- 專注於公司的努力和通過指導公司只關注推進公司願景的战略機會，促進核心竞争力的創造。
- 幫助公司從競爭對手中脫穎而出。